# Adolf Erman
Johann Peter Adolf Erman ([ɛʀ'mɑ̃]; Berlín, 31 de octubre de 1854-ib., 26 de junio de 1937) fue un egiptólogo y lexicógrafo alemán, fundador de la Escuela de Egiptología de Berlín.

## Biografía
Adolf Erman nació en Berlín, hijo de Georg Adolf Erman y nieto de Paul Erman. Fue educado en Leipzig y Berlín, llegó a ser profesor extraordinario en 1883 y profesor ordinario en 1892 de Egiptología en la Universidad de Berlín, y en 1885 fue nombrado director del departamento sobre Egipto del Museo Real. 
Erman y su escuela en Berlín tuvieron la difícil misión de recuperar la gramática de la lengua egipcia y pasó treinta años realizando un estudio especializado en ella. La mayor parte de los textos egipcios, después del Imperio Medio, fueron escritos en lo que será desde entonces prácticamente una lengua muerta pero prestigiosa, tan muerta y prestigiosa como era el latín para los monjes medievales europeos, que escribían y hablaban esa lengua. Erman seleccionó, para una encuesta especial, aquellos textos que realmente representaban el progreso de la lengua en diferentes períodos, y, como fue cambiando de una época para otra, comparó y consolidó sus resultados.
En Neuägyptische Grammatik (1880) lidió con textos escritos en el dialecto vulgar del Imperio Nuevo (Dinastías XVIII a XX) o neoegipcio. Le siguieron después, en Zeitschrift für ägyptische Sprache und Alterthumskunde, estudios sobre las inscripciones del Imperio Antiguo de los textos hallados en la pirámide de Unas y de los contratos del Imperio Medio de Assiut, así como un texto en copto antiguo del siglo III. En este punto, un papiro de historias escritas en el lenguaje popular del Imperio Medio proporcionó a Erman el punto de vinculación entre el egipcio antiguo y el egipcio tardío de la Neuägyptische Grammatik, y dio las conexiones que ligaban sólidamente en conjunto toda la estructura de la gramática egipcia (ver Sprache des Papyrus Westcar, 1889). Los muchos textos arcaicos de las pirámides permitieron esbozar la gramática de la forma más antigua conocida del egipcio (Zeitschrift d. Deutsch. Morgenl. Gesellschaft, 1892), y en 1894 fue capaz de escribir un pequeño manual de egipcio para principiantes (Ägyptische Grammatik, 4th ed., 1928), centrado en la lengua de las inscripciones de los Imperios Medio y Nuevo, pero que acompaña el esquema principal, con referencias a formas anteriores y posteriores.
Entre los alumnos de Erman se encontraban: James Henry Breasted, el primer profesor de Egiptología de los Estados Unidos con sus numerosas obras, incluyendo su History of Egypt from the Earliest Equipos Down to the Persian Conquest (1905), y Georg Steindorff, autor de la pequeña Koptische Grammatik (1894, edición de 1904), que mejoró el trabajo pionero de Stern en relación con la fonología y la relación de las formas copta con la egipcia, y Kurt Sethe, con su Das Ägyptische Verbum (1899). Esta última obra es una extensa monografía sobre el verbo en copto y egipcio por un brillante y laborioso filólogo. Debido a la notación muy imperfecta de los sonidos en la escritura, el tema de gran importancia de las formas de las raíces verbales fue tal vez la rama más oscura de la gramática egipcia cuando Sethe se preocupó de ello por primera vez en 1895. El asunto fue tratado por Erman, en Die Flexion des Aegyptischen Verbums en los informes sobre las sesiones de la Academia de Berlín, 1900. La escuela de Berlín, después de haber resuelto las principales líneas de la gramática, volvió su atención en la lexicografía. Erman desarrolló un sistema, basado en el del Latin Thesaurus de la Academia de Berlín, que clasifica casi mecánicamente el número total de frecuencias de cada palabra en cualquier texto examinado. En 1897, Erman, trabajando en conjunto con Sethe, Hermann Grapow y otros colegas de todo el mundo, comenzó a catalogar todas las palabras de todos los textos egipcios conocidos disponibles. El resultado fue un conjunto de cerca de 1.500.000 fichas que forman la base para la primera obra de la lexicografía egipcia antigua, el famoso y monumental Wörterbuch der ägyptischen Sprache, cuyos primeros cinco volúmenes fueron publicados entre 1926 y 1931. La edición completa de este diccionario gigantesco se compone de un total de doce volúmenes.
La lengua egipcia está ciertamente relacionada con las semitas. La triliteralidad del egipcio antiguo es reconocida, Erman mostró que el llamado pseudoparticipio debió haber sido realmente en el significado y en la forma un preciso análogo del pretérito perfecto simple semita, aunque su empleo original ya fuese casi obsoleto en el tiempo de los primeros textos conocidos. El triliteralismo es considerado la característica más esencial y peculiar del semita.

## Trabajos
- Life in Ancient Egypt, traducido al inglés por H. M. Tirard (Londres, 1894; versión en línea en el Internet Archive) (el original Agypten und agyptisches Leben rm, Altertum, 2 vols., fue publicado en 1885 en Tübingen)
- Neuägyptische Grammatik (1880)
- Sprache des Papyrus Westcar, 1889
- Zeitschrift d. Deutsch. Morgeni. Gesellschaft, 1892
- Egyptian grammar: with table of signs, bibliography, exercises es reading and glossar, 1894 (versión en línea en el Internet Archive)
- Ägyptische Grammatik, 2ª ed., 1902
- Die Flexion des ägyptischen Verbums en el Sitzungsberichte
- Die aegyptische Religion (Berlín, 1905);
- Das Verhältnis d. ägyptischen zu d. semitischen Sprachen (Zeitschrift d. deutschen morgenl. Gesellschaft, 1892); Zimmern, Vergi. Gram., 1898;
- Erman, Flexion des ägyptischen Verbums (Sitzungsberichte d. Ben. Akad., 1900).